# Шевцов, Игорь Константинович
Игорь Константинович Шевцов (9 ноября 1940 — 30 ноября 2003) — советский и российский кинодраматург, сценарист, режиссёр и писатель.

## Биография
Игорь Шевцов родился 9 ноября 1940 года в Москве. Мать — врач, отец — инженер, двоюродный брат — актёр Борис Новиков.
После окончания 55 школы в 1958 г поступил в МИИТ (Московский институт инженеров транспорта), окончил в 1963 г по специальности Инженер-строитель.
С 1963 года работал в изыскательных экспедициях. В это время начал писать первые рассказы.
С 1969 г был приглашён Григорием  Чухраем в Экспериментальное творческое объединение на должность редактора. Поступил во ВГИК в 1973 г. Дипломный сценарий — «Зелёный фургон» (1978). В 1979 г этим сценарием заинтересовался В. Высоцкий, и в течение нескольких месяцев, практически до смерти Высоцкого, они готовились к съёмкам фильма.
Шевцов начал первым собирать видеоархив Высоцкого. Собрал уникальные записи выступлений артиста, участвовал в выпуске серии пластинок «На концертах Высоцкого», участвовал в создании программы «Творческий поиск В. Высоцкого». Шевцов является автором воспоминаний, вошедших в книгу «Живая жизнь».
Сразу после смерти Высоцкого в театре на Таганке было принято решение о создании спектакля об артисте. С ноября 1980 г. Игорь Шевцов участвовал в создании спектакля «Владимир Высоцкий». Спектакль режиссёра Ю. П. Любимова был показан только один раз — 25 июля 1981 г.
Погиб в автомобильной катастрофе 30 ноября 2003 года. Похоронен на Востряковском кладбище в Москве.

## Сценарист
- 1978 — Расмус-бродяга (режиссёр М. Муат, ТО Экран)
- 1980 — Мерседес уходит от погони (режиссёр Ю. Ляшенко, Киевская студия)
- 1981 — Личная жизнь директора (совместно с В. Михайловым, режиссёр В. Шредель, Ленфильм)
- 1982 — Трест, который лопнул (режиссёр А.Павловский, Одесская киностудия)
- 1983 — Зелёный фургон (режиссёр А. Павловский, Одесская студия)
- 1984 — Ребячий патруль (совместно с А. Красильщиковым, режиссёр Л. Макарычев, Ленфильм)
- 1989 — Светлая личность (совместно с А. Павловским, режиссёр А. Павловский, Одесская студия)
- 1989 — Визит дамы (совместно с М. Козаковым, режиссёр М. Козаков,Мосфильм)
- 1990 — Сукины дети (совместно с Л. Филатовым, режиссёр Л. Филатов, Мосфильм)
- 1991 — И чёрт с нами! (совместно с А. Павловским, режиссёр А. Павловский)
- 1991 — Дело Сухово-Кобылина (совместно с Л. Пчёлкиным, режиссёр Л. Пчелин, Союзтелефильм)
- 1991 — Тень, или Может быть, всё обойдётся (совместно с М. Козаковым, режиссёр М. Козаков)
- 1992 — Ребёнок к ноябрю (совместно с А. Бородянским и А. Павловским, режиссёр А. Павловский, Одесская киностудия)
- 1992 — Монстр (режиссёр А. Иванкин)
- 1999 — Последний миф (режиссёр В. Синельников)
- 2003 — Убийство Кеннеди (совместно с А. Иванкиным, режиссёр А. Иванкин)
- Великие 20 века

## Актёр
- 1991 — И чёрт с нами — адъютант Сталина